# Bercaeopsis bicolor
Bercaeopsis bicolor är en tvåvingeart som först beskrevs av Carroll William Dodge 1956.  Bercaeopsis bicolor ingår i släktet Bercaeopsis och familjen köttflugor. Inga underarter finns listade i Catalogue of Life.